# Роки Марчиано
Роко Франсис Маркеджано (на английски: Rocco Francis Marchegiano; 1 септември 1923 г. – 31 август 1969 г.), познат като Роки Марчиано (на английски: Rocky Marciano – произнася се Роки Марсиано), е американски професионален боксьор и успешен бизнесмен.
Състезава се от 1946 до 1956 година и държи световната титла в тежка категория от 1952 до 1956 година.
Остава непобеден в своята кариера, след като защитава титлата в тежка категория 6 пъти срещу Джърси Джо Уалкот, Роланд Ла Старза, Езард Чарлс (2 пъти), Дон Кокел и Арчи Мур. Известен със своя безмилостен боен стил, удряща сила, издръжливост и желязна брадичка, Марчиано е нареждан от много боксови историци сред най-добрите боксьори в тежка категория за всички времена. Неговите 87,76% победни нокаути остават сред най-високите в историята на тежката категория в бокса.

## Ранен живот
Марчиано е роден и израснал в южната част на Броктън, Масачузетс, дете на Пиерино Марчиано и Паскалина Пикиуто. И двамата му родители са имигранти от Италия. Баща му е от Рипа Театина, Абруцо, а майка му е от Сан Бартоломео ин Галдо, Кампания. Роки има двама братя: Питър и Луис, и три сестри: Алис, Конкета и Елизабет. Когато е на 18 месеца, Марчиано се разболява от пневмония, заради която за малко не почива. Като млад играе бейзбол с брат си Сони и Дейвид Рууслет (приятел на Марчиано), тренира на домашно оборудване за вдигане на тежести (по-късно през живота си Марчиано е клиент на Чарлс Атлас) и ползва за боксова круша натъпкана пощенска чанта, висяща от дърво в двора. Той учи в Броктънската гимназия, където играе бейзбол и футбол. Изгонен е от училищния бейзболен отбор, защото се е присъединил към църковната лига, което е в разрез с училищно правило, забраняващо на играчите да се присъединяват към други отбори. Отпада от училище, след като завършва десети клас, след това работи с камиони за доставки към компанията „Brockton Ice and Coal Company“. Работи и като копач на канавки, железопътен зидар и обущар. Роки става жител на Хенсън, Масачузетс, а къщата, в която живее, все още стои на главната улица. През март 1943 година Марчиано е повикан в Американската армия за срок от две години. Разположен е в Суонзи, Уелс, където помага за фериботни доставки между Ла Манш и Нормандия. След като войната приключва завършва службата си през март 1946 година във Форт Люис, Вашингтон.

## Смърт
На 31 август 1969 година, в навечерието на 46-ия му рожден ден, Марчиано пътува с малък частен самолет Cessna 172, насочващ се към Де Мойн, Айова. През нощта настъпва лошо време. Пилотът Глен Белз има само 231 летателни часа опит, като само 35 от тях са през нощта, и не е сертифициран да лети в такива метеорологични условия. Белз се опитва да приземи самолета на малко летище извън Нютън, Айова, но удря дърво две мили преди пистата. На задната седалка в самолета е и Франки Фаръл на 28 г. – най-възрастният син на Лю Фаръл, бивш боксьор, който познава Марчиано от детството. Марчиано, Белз и Фаръл умират при сблъсъка. Националният борд за безопасност на транспорта обявява, че „пилотът е опитал операция, превишаваща неговия опит и ниво на умения, продължава полета при неблагоприятни метеорологични условия и претърпява пространствена дезориентация в последните моменти на полета.“ Марчиано е отивал да произнесе реч в подкрепа на сина на негов приятел и е имал подготвена изненада за рождения си ден. Той се е надявал да се върне рано сутринта за 46-ия си рожден ден и да го празнува с жена си. Той идва от вечеря на автомобилна компания близо до къщата на Анди Гранатели в Чикаго. Погребан е в крипта на „Forest Lawn Memorial Cemetery“ във Форт Лодърдейл, Флорида. Жена му умира пет години след него на 46 години от рак на белия дроб и е погребана близо до него. Баща му умира през март 1972 г., а майка му през януари 1986 г.

## Спортни успехи
- Световен шампион в тежка категория (23 септември 1952 – 27 април 1956)
- Шампион в тежка категория на списание „Ринг“ (23 септември 1952 – 27 април 1956)
- Най-младият шампион в тежка категория, починал на 45 години (31 август 1969 – 30 декември 1970)
- Член на Италианско-американската спортна зала на славата
- Боец на годината на списание „Ринг“ (1952, 1954, 1955)
- Награда „Шугар Рей Робинсън“ (1952)
- Носител на „Hickok Belt“ (1952)